# Whitespace
Il Whitespace è un linguaggio di programmazione esoterico e minimalista, creato nel 2003 da Edwin Brady e Chris Morris. Il nome deriva dal fatto che il linguaggio utilizza solo spazi bianchi, tabulazioni e ritorni a capo come elementi sintattici. Ogni carattere diverso da questi tre viene ignorato e considerato come un commento.
Whitespace divenne famoso quando il suo inventore lo descrisse su Slashdot il primo di Aprile 2003; in questo modo gli utenti pensarono erroneamente a un Pesce d'aprile.

## Istruzioni
Whitespace comprende 29 istruzioni, divise in 5 categorie; prima di ogni istruzione bisogna inserire un identificatore che indica a quale categoria appartiene l'istruzione, detto Instruction Modification Parameter o IMP. Alcune istruzioni richiedono un parametro, che può essere un numero o un'etichetta.
I numeri possono essere di qualsiasi lunghezza e sono rappresentati in formato binario tramite una sequenza di [Spazio] e [Tab], terminata con [Ritorno a capo]. Il carattere [Spazio] indica lo 0, il [Tab] indica l'1. Il primo bit del numero indica il segno di quest'ultimo, 0 per positivo e 1 per negativo. 
Un'etichetta è invece indicata con una sequenza di [Spazio] e [Tab] a piacere, terminata con [Ritorno a capo]; ogni nome di etichetta deve essere diverso da tutti gli altri.
Gli IMP e le categorie associate ad essi sono:
| IMP                   | Significato                  |
| [Spazio]              | Manipolazione dello Stack    |
| [Tab][Spazio]         | Operazioni aritmetiche       |
| [Tab][Tab]            | Accesso casuale alla memoria |
| [Ritorno a capo]      | Controllo di flusso          |
| [Tab][Ritorno a capo] | I/O di periferiche           |

### Manipolazione dello stack
Whitespace è basato su uno stack di dati, accessibile tramite quattro istruzioni distinte dall'IMP [Spazio]:
| Istruzione                       | Significato                                                                                            |
| [Spazio]                         | Mette il numero passato come parametro in cima allo stack                                              |
| [Ritorno a capo][Spazio]         | Duplica il primo elemento dello stack                                                                  |
| [Tab][Spazio]                    | Copia l'n-esimo elemento dello stack (n è passato come parametro) in cima allo stack                   |
| [Ritorno a capo][Tab]            | Scambia i primi due elementi dello stack                                                               |
| [Ritorno a capo][Ritorno a capo] | Elimina il primo elemento dello stack                                                                  |
| [Tab][Ritorno a capo]            | Spinge n elementi fuori dallo stack (n è passato come parametro), mantenendo intatto il primo elemento |

### Operazioni aritmetiche
Le istruzioni aritmetiche, distinte dall'IMP [Tab][Spazio], operano sui primi due elementi dello stack (il primo è considerato essere a sinistra dell'operatore, il secondo a destra), considerandoli numeri interi, e sostituiscono questi due valori con il risultato dell'operazione:
| Istruzione               | Significato                   |
| [Spazio][Spazio]         | Addizione                     |
| [Spazio][Tab]            | Sottrazione                   |
| [Spazio][Ritorno a capo] | Moltiplicazione               |
| [Tab][Spazio]            | Divisione intera              |
| [Tab][Tab]               | Modulo della divisione intera |

### Accesso casuale alla memoria
Le istruzioni di accesso casuale alla memoria, contraddistinte dall'IMP [Tab][Tab], si occupano di trovare gli indirizzi di dati da memorizzare o recuperare. Per memorizzare un dato, occorre mettere sullo stack prima l'indirizzo, poi il valore del dato; per recuperarlo invece occorre mettere sullo stack l'indirizzo dove lo si è memorizzato:
| Istruzione | Significato       |
| [Spazio]   | Memorizza un dato |
| [Tab]      | Recupera un dato  |

### Controllo di flusso
Il controllo del flusso del programma (IMP [Ritorno a capo]) è un'operazione frequente in Whitespace come in ogni linguaggio di programmazione; le posizioni delle procedure e dei bersagli dei salti condizionati sono indicati con etichette. I programmi devono terminare con l'istruzione [Ritorno a capo][Ritorno a capo][Ritorno a capo].
| Istruzione                       | Significato                                                                              |
| [Spazio][Spazio]                 | Dichiara un'etichetta con il nome passato come parametro                                 |
| [Spazio][Tab]                    | Chiama la procedura con il nome dato come parametro                                      |
| [Spazio][Ritorno a capo]         | Salta all'etichetta passata come parametro                                               |
| [Tab][Spazio]                    | Salta all'etichetta passata come parametro se il valore in cima allo stack è pari a zero |
| [Tab][Tab]                       | Salta all'etichetta passata come parametro se il valore in cima allo stack è negativo    |
| [Tab][Ritorno a capo]            | Termina una procedura e riporta il controllo all'istruzione successiva alla chiamata     |
| [Ritorno a capo][Ritorno a capo] | Termina il programma                                                                     |

### I/O
Le istruzioni di Input/Output (IMP [Tab][Ritorno a capo]) vengono usate per interagire con l'utente; con esse si possono manipolare numeri interi o caratteri:
| Istruzione       | Significato                                                        |
| [Spazio][Spazio] | Esegue l'output del carattere in cima allo stack                   |
| [Spazio][Tab]    | Esegue l'output del numero in cima allo stack                      |
| [Tab][Spazio]    | Legge un carattere e lo memorizza all'indirizzo in cima allo stack |
| [Tab][Tab]       | Legge un numero e lo memorizza all'indirizzo in cima allo stack    |

## Codice esempio
Di seguito un programma che stampa la scritta "Hello World!".  Da notare che i caratteri spazio sono stati colorati in modo differente perché altrimenti sarebbero risultati invisibili. (Spazio, Tab)
```
 
 
 

 
 
 
	
 
 
	
 
 
 

	
	
 
 
 
 
	

 
 
 
	
	
 
 
	
 
	

	
	
 
 
 
 
	
 

 
 
 
	
	
 
	
	
 
 

	
	
 
 
 
 
	
	

 
 
 
	
	
 
	
	
 
 

	
	
 
 
 
 

	
 
 

 
 
 
	
	
 
	
	
	
	

	
	
 
 
 
 
	
 
	

 
 
 
	
 
	
	
 
 

	
	
 
 
 
 
	
	
 

 
 
 
	
 
 
 
 
 

	
	
 
 
 
 
	
	
	

 
 
 
	
	
	
 
	
	
	

	
	
 
 

 
 
	
 
 
 

 
 
 
	
	
 
	
	
	
	

	
	
 
 
 
 
	
 
 
	

 
 
 
	
	
	
 
 
	
 

	
	
 
 
 
 
	
 
	
 

 
 
 
	
	
 
	
	
 
 

	
	
 
 
 
 
	
 
	
	

 
 
 
	
	
 
 

	
 
 

	
	
 
 
 
 
	
	
 
 

 
 
 
	
 
 
 
 
	

	
	
 
 
 
 
	
	
 
	

 
 
 
	
	
 
	

	
	
 
 
 
 
	
	
	
 

 
 
 
	
 
	
 

	
	
 
 
 
 
	
	
	
	

 
 
 
 

	

	
 
 
 
 
 

empty-line

 
 
 
 
	

empty-line

 
	
	
	
 

empty-line

	
 
 
	
 

	

 
 
 
 
 
	

	
 
 
 

empty-line

 
 
	

empty-line

 
 
 
	
 

empty-line
empty-line/EOF
```